# ホルンフェルス

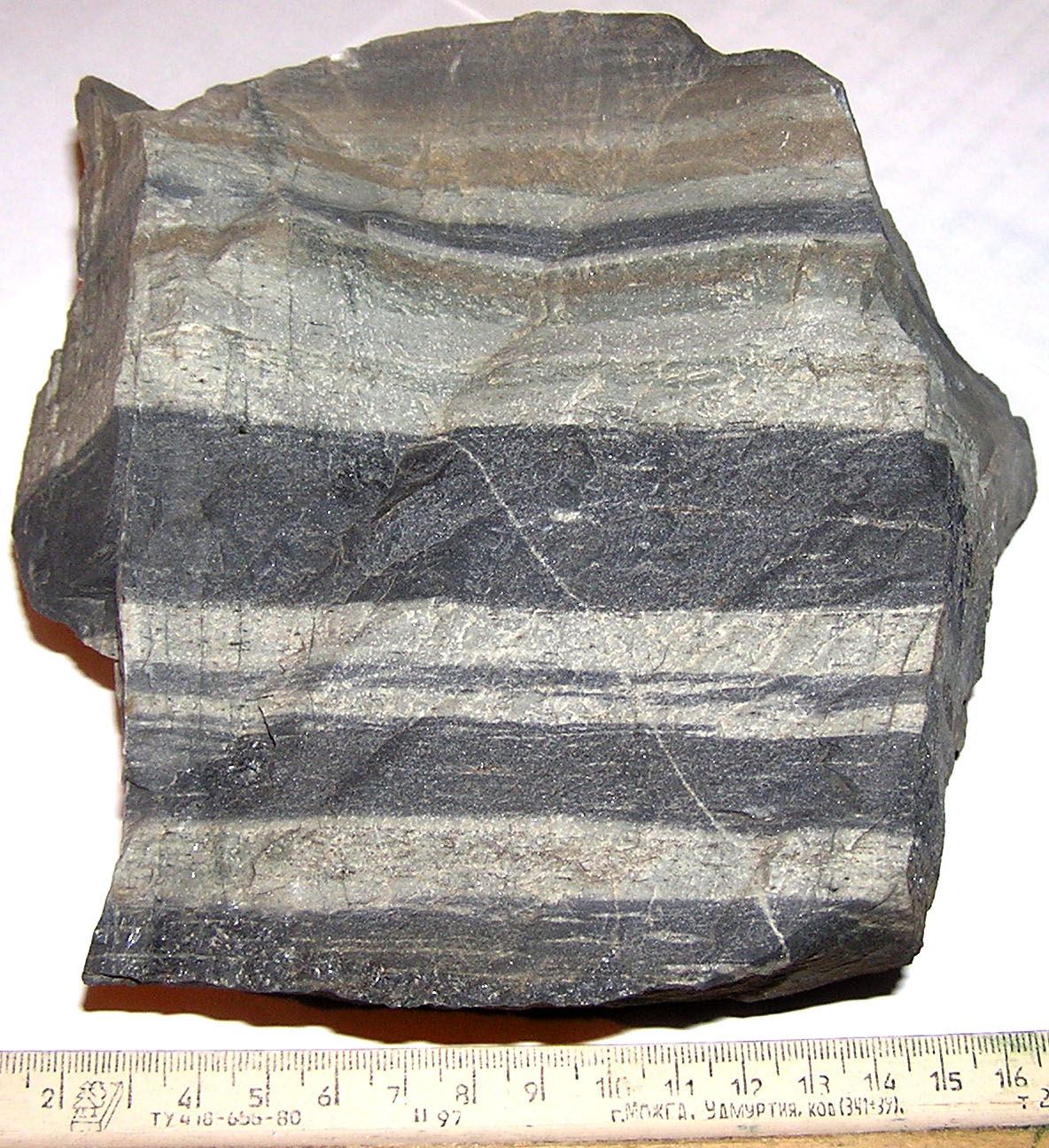
ホルンフェルス

ホルンフェルス（英語: hornfels）は変成岩の一種。熱による変成（接触変成作用）によって生じる接触変成岩。

## 語源
ドイツ語のHorn（角）とFelsen（崖・岩石）から。「固い岩石」という意味らしい。ブロンニャールが1827年に初めて使用したと一般にいわれているが、ブロンニャール自身によると命名者はアブラハム・ゴットロープ・ウェルナーである。

## 分類

山口県萩市の須佐ホルンフェルス

ホルンフェルスは、原岩の種類により分類される場合と、ホルンフェルス形成後に特徴的に生成する鉱物種により分類される場合とがある。

### 原岩の種類による分類
ホルンフェルスとなる岩石は主に、泥岩や砂岩などの堆積岩である。
泥質ホルンフェルス (pelitic hornfels)
原岩が泥岩の場合。
砂質ホルンフェルス (psammitic hornfels)
原岩が砂岩の場合。
なお、原岩が石灰岩の場合には結晶質石灰岩（大理石）、チャートの場合には珪岩と呼ばれる。

### 生成した鉱物による分類
ホルンフェルス中（特に泥質ホルンフェルス）に特徴的に見られる鉱物として、菫青石、紅柱石、珪線石などがある。これらの鉱物は、形成する温度圧力条件が決まっているものが多い。そのため、ホルンフェルス中にどの鉱物が形成しているかにより、そのホルンフェルスを形成した接触変成作用の温度条件を推定することもできる。また、ひとつのホルンフェルス岩体中で、熱源となったマグマを中心に累帯構造が形成されることもある。
紅柱石ホルンフェルス (andalusite hornfels)
紅柱石の結晶を含むもの。
菫青石ホルンフェルス (cordierite hornfels)
岩石の表面に現れた菫青石がまるで花が咲いたように見えるため、「桜石」という名の飾り石として利用されることもある。桜石の産地としては、京都府京都市・亀岡市（国の天然記念物「薭田野の菫青石仮晶」）、群馬県みどり市などが有名。
1984年、岩手県上閉伊郡宮守村建曽部（たっそべ）（現：遠野市宮守町建曽部）の土取り現場からホルンフェルス製のチョッピング・トゥールが見つかっている。この石材は北上山地に産出する。石器に使われるホルンフェルスはより緻密な石質のものである。